# Canso (Verslehre)
Die Canso (okzitanisch „Lied“; auch Chanso, Chanson oder Cansoneta) ist die zentrale Gattung in der Lyrik der provenzalischen Trobadors. Nahezu die Hälfte der erhaltenen Lieder kann dieser Gattung zugeordnet werden.
Typischerweise besteht eine Canso aus mehreren Strophen gleicher Strophenform, gefolgt von einer okzitanisch Tornada oder französisch Envoi genannten Schlussstrophe. Die Canso wurde mit musikalischer Begleitung vorgetragen und es bestand der Anspruch, dass Strophenformen und Melodie einzigartig sein sollten. Auch wenn dieser hohe Anspruch an Originalität nicht immer erfüllt werden konnte, so ist doch die metrische Vielfalt in den erhaltenen Lieder beachtlich.
Inhaltlich ist der Canso gebunden an die Welt und die Formen der höfischen Liebe, also der dienenden Verehrung einer hochstehenden und als unerreichbar beschriebenen Dame, deren Identität im Gedicht durch Beschränkung auf unpersönliche Anrede als Dompna („Herrin“) oder den Gebrauch eines Senhal, eines Decknamens, verschleiert wird. So vielfältig die Canso in ihren metrischen Formen ist, so konventionell ist sie meist in ihrem Inhalt.
Eine kürzere Canso heißt Mieia Canso („Halb-Canso“), eine Canso mit politisch-satitischer Thematik wird Canso Sirventes oder einfach Sirventes genannt.